# Ефективний коефіцієнт розмноження нейтронів
Ефективний коефіцієнт розмноження нейтронів — кількість нейтронів, які викликають нову реакцію поділу, на один акт поділу ядра.
Позначається здебільшого літерою k.
При кожному поділі ядра утворюється певна кількість нейтронів, зазвичай 2-3, з енергіями в широкому діапазоні. Частина з цих нейтронів може поглинутися іншим ядром і викликати нову реакцію поділу. Інша частина втрачається для ланцюгової реакції — поглинається ядрами, неспроможними до поділу, вилітає за межі реактора, розпадається. Ефективний коефіцієнт розмноження кількісно характеризує хід ланцюгової реакції. Якщо k > 1, то реакція набирає ходу, ядра діляться дедалі частіше, при k < 1, — реакція затухає, при k = 1 підтримується стабільний режим.
Коефіцієнт розмноження можна оцінити за формулою
{\displaystyle k=\nu \varepsilon pf{\frac {\sigma _{f}}{\sigma _{t}}}},
де {\displaystyle \nu } — кількість швидких нейтронів, які утворюються в середньому при акті поділу, {\displaystyle \varepsilon } — фактор, що описує додаткове утворення швидких нейтронів при реакціях поділу, ініційованих швидкими нейтронами, p — ймовірність того, що нейтрон сповільниться, уникнувши поглинання, f — коефіцієнт використання теплових нейтронів, {\displaystyle \sigma _{f}/\sigma _{t}} — відношення перерізу реакції поділу до повного перерізу реакції для захопленого нейтрона.
Наприклад, для реактора на природному урані з графітовим сповільнювачем ці фактори можна оцінити, як: {\displaystyle \nu =2.47}, {\displaystyle \varepsilon =} 1,02 , p = 0,89, f = 0,88, {\displaystyle \sigma _{f}/\sigma _{t}=} 0.54, що приводить до величини k = 1,07 для реактора необмежених розмірів. Обмежені розміри реактора зменшують значення k. Додатково k можна зменшити до 1, вводячи в реактор стержні з поглиначем.